# 馬榮錚
馬榮錚 MP（Michael Ma，？年—）是一名加拿大華裔政治人物，他在2025年加拿大聯邦大選中代表保守党当选为万锦—于人村选区国会议员。  他曾在2019年加拿大聯邦大選於當河谷東选区參選。